# Clásica San Sebastián 2006
De 26ste editie van de Clásica San Sebastián werd gehouden op 12 augustus 2006 in en om de Baskische stad San Sebastian, Spanje. De Spanjaard Xavier Florencio won de klassieker na een sprint van een grote groep. Stefano Garzelli werd tweede, voor Andrej Kasjetsjkin.

## Uitslag
| Clásica San Sebastián 2006 (227 kilometer) |                     |                   |          |
| Plaats                                     | Naam                | Ploeg             | Tijd     |
| Winnaar                                    | Xavier Florencio    | Bouygues Télécom  | 5u32'44" |
| 2                                          | Stefano Garzelli    | Liquigas          | z.t.     |
| 3                                          | Andrej Kasjetsjkin  | Astana-Würth Team | z.t.     |
| 4                                          | Aleksandr Botsjarov | Astana-Würth Team | z.t.     |
| 5                                          | Cristian Moreni     | Cofidis           | z.t.     |
| 6                                          | Mirko Celestino     | Team Milram       | z.t.     |
| 7                                          | Ricardo Serrano     | Kaiku             | z.t.     |
| 8                                          | Alejandro Valverde  | Caisse d'Epargne  | z.t.     |
| 9                                          | George Hincapie     | Discovery Channel | z.t.     |
| 10                                         | Franco Pellizotti   | Liquigas          | z.t.     |
|                                            |                     |                   |          |
| 14                                         | Theo Eltink         | Rabobank          | z.t.     |

1981 · 1982 · 1983 · 1984 · 1985 · 1986 · 1987 · 1988 · 1989 · 1990 · 1991 · 1992 · 1993 · 1994 · 1995 · 1996 · 1997 · 1998 · 1999 · 2000 · 2001 · 2002 · 2003 · 2004 · 2005 · 2006 · 2007 · 2008 · 2009 · 2010 · 2011 · 2012 · 2013 · 2014 · 2015 · 2016 · 2017 · 2018 · 2019 · 2020 · 2021 · 2022 · 2023 · 2024
 Parijs-Nice · 
 Tirreno-Adriatico · 
 Milaan-San Remo · 
 Ronde van Vlaanderen · 
 Gent-Wevelgem · 
 Ronde van het Baskenland · 
 Parijs-Roubaix · 
 Amstel Gold Race · 
 Waalse Pijl · 
 Luik-Bastenaken-Luik · 
 Ronde van Romandië · 
 Ronde van Catalonië · 
 Ronde van Italië · 
 Critérium du Dauphiné Libéré · 
 Ronde van Zwitserland · 
 Ploegentijdrit Eindhoven · 
 Ronde van Frankrijk · 
 Vattenfall Cyclassics · 
 Ronde van Duitsland · 
 Clásica San Sebastián · 
  ENECO Tour · 
 Ronde van Spanje · 
 GP Ouest-France-Plouay · 
 Ronde van Polen · 
 Kampioenschap van Zürich · 
 Parijs-Tours · 
 Ronde van Lombardije